# Dryopteris tauschii
Dryopteris tauschii är en träjonväxtart som först beskrevs av Ladislav Josef Celakovský, och fick sitt nu gällande namn av Karel Domin. Dryopteris tauschii ingår i släktet Dryopteris och familjen Dryopteridaceae. Inga underarter finns listade.